# برنارد فریبرگ
برنارد سیریل فریبرگ (انگلیسی: Bernard Freyberg, 1st Baron Freyberg; ۲۱ مارس ۱۸۸۹ – ۴ ژوئیهٔ ۱۹۶۳) سیاست‌مدار اهل بریتانیا بود. وی همچنین برندهٔ جوایزی همچون صلیب نظامی ۱۹۱۴-۱۹۱۸ (فرانسه) و صلیب ویکتوریا شده‌است.